# Velten
Velten is een gemeente in de Duitse deelstaat Brandenburg, gelegen in de Landkreis Oberhavel. De stad telt 12.296 inwoners. Naburige steden zijn onder andere Fürstenberg (Havel), Gransee en Hennigsdorf.
Birkenwerder ·
Fürstenberg/Havel ·
Glienicke/Nordbahn ·
Gransee ·
Großwoltersdorf ·
Hennigsdorf ·
Hohen Neuendorf ·
Kremmen ·
Leegebruch ·
Liebenwalde ·
Löwenberger Land ·
Mühlenbecker Land ·
Oberkrämer ·
Oranienburg ·
Schönermark ·
Sonnenberg ·
Stechlin ·
Velten ·
Zehdenick